# 奧羅洛馬 (加利福尼亞州)
奧羅洛馬（英語：Oro Loma）是位於美國加利福尼亞州弗雷斯諾縣的一個非建制地區。該地的面積和人口皆未知。

## 地理
奧羅洛馬的座標為36°53′27″N 120°41′26″W / 36.89083°N 120.69056°W，而該地的平均海拔高度為53米（即174英尺）。